# Feistritz am Wechsel
Pour les articles homonymes, voir Feistritz.
Feistritz am Wechsel est une commune autrichienne du district de Neunkirchen en Basse-Autriche.